# Торндејл (Тексас)
Торндејл (енгл. Thorndale) град је у америчкој савезној држави Тексас. По попису становништва из 2010. у њему је живело 1.336 становника.

## Демографија
Према попису становништва из 2010. у граду је живело 1.336 становника, што је 58 (4,5%) становника више него 2000. године.
| Група             | 2000.       | 2010.       |
| Белци             | 936 (73,2%) | 922 (69,0%) |
| Афроамериканци    | 87 (6,8%)   | 101 (7,6%)  |
| Азијати           | 2 (0,2%)    | 7 (0,5%)    |
| Хиспаноамериканци | 219 (17,1%) | 307 (23,0%) |
| Укупно            | 1.278       | 1.336       |